# Skinheads
Skinheads (eng. obrijana glava ) ili anglizam skinsi naziv za pripadnike supkulturne skupine.

## Prva faza (Spirit of '69)
Iako su na nastanak i razvoj skinheada utjecali mnogi povijesni, demografski, religijski i sociopolitički utjecaji, najvažnije su dvije pojave: poslijeratno gospodarsko stanje, te useljavanje i socijalna integracija jamajkanskog stanovništva. Pedesetih i šezdesetih godina u Velikoj Britaniji bile su prisutne dvije glavne supkulture koje su naročito pridonijele nastanku skinsa. Predstavnici britanske bijele radničke klase bili su modsi,mladići koji su slušali najnoviju "modernu" glazbu (uključujući soul, reggae i ska), nosili besprijekorno uredna odijela i vozili skutere (vespe i lambrette). Modsi su bili "tipični pomodari niže klase" – supkultura poslijeratne Velike Britanije kada su teenageri imali solidne dohotke i želju za identitetom pored ličnosti školarca ili radnika. Nosili su nazgled konzervativna odijela pristojnih boja, te su bili probirljivi i uredni. Glazbom i mjestima za izlazak bili su usko vezani uz crnačku zajednicu imigranata s Jamajke, koja je u to doba bujala. U isto vrijeme, kako na Jamajci, tako i među imigrantima bila je aktivna supkultura čiji su akteri bili znani kao "Rude Boys"
Povjesničar Horace Campbell o njima piše u djelu Rasta and Resistance:
"Između 1964. i 1967. u jamajkanskom društvu razvila se supkultura gnjevnih mladića. Znani pod pseudonimom "Rude boy" tražeći načine za samoizražavanje i priznanje, ovi nezaposleni mladići brzo su se integrirali u crno tržište, mnogi kao reketaši."
Nosili su odijela, slušali ska i reggae, te bili na zlu glasu zbog bezobzirnosti i nasilja.
Supkultura modsa počela se raspadati na niz različitih skupina tijekom 1966. godine. Najočitija je bila podjela između "hard modsa" i onih koji su otvoreno slijedili modu šezdesetih godina (te se tako približavali hipijima).
"Ekstravagantniji modsi... upleteni u cijeli ritam i blues, pomodarstvo, stil ulice Carnabie... pretapali su se u modno svjesne hipije".
Takozvani "hard modsi" ili "gang modsi" su odbacivali hipijevske zamisli slobodne ljubavi i uživanja droga, njihovu glazbu i političke poglede. Često su se oblačili u jednostavnu odjeću – traperice s naramenicama, teške čizme s čeličnim "kapicama", kratko ošišani... Slušali su ska, rocksteady i reggae. Iz te grupe razvili su se skinheadi, te su krajem šezdesetih godina činili samostalnu i prepoznatljivu supkulturu. Svaka supkultura može se identificirati određenim stilom koji ju prati, a skinheadi nisu bili iznimka.  Godine 1969. se razvilo nekoliko prepoznatljivih značajki stila koje su se mogle vidjeti po čitavoj Velikoj Britaniji: mladići s kratko ošišanom kosom, naramenicama i cipelama s čeličnom kapicom, su se olako mogli nazivati skinheadom a tada je to bila većina mladih iz radničke klase. U to vrijeme dužina kose i nije bila toliko važna kao danas – iako je većina redovno išla brijaču, "prolazila" je svaka dužina kroz koju se mogla vidjeti koža. Takozvana "nulerica" nije postala popularna sve do kasnih sedamdesetih. Postoji nekoliko teorija koje govore o razlozima za takav izbor odjeće. Jedna kaže da je glavni razlog tuča – nasilnici su se počeli kratko šišati da im kosa ne bi smetala u tučama, a cipele s čeličnim kapicama također daju očitu prednost. Druga pak kaže da kratka kosa i cipele s čeličnim kapicama dolaze od lučkih radnika, koji su morali brijati glavu da ne bi dobili uši, a čizme su im štitile prste. Za prvu medijsku pojavu skinheada uzima se listopad 1968. i "Great Vietnam Solidarity March" kada je dvjestotinjak mladića obrijanih glava u bojama Millwalla trčalo za hipijima uzvikujući "Enoch, Enoch"
Sama riječ "skinhead" nije ušla u govor sve do 1969., ali obrijani mladići s čizmama su viđeni u mod krugovima već oko 1964. Kako su hipiji i njihovi načini razmišljanja došli tek nekoliko godina kasnije, skinheade se ne može jednostavno svesti na antitezu hipija. "Hard modsi" su ostavljali odijela za večernje izlaske, a po danu su nosili obične majice i traperice. Isto tako, skupe cipele su zamijenjene cipelama s čeličnim kapicama, a kosa je postajala sve kraća i kraća. Skinsi su počeli nicati po svim većim gradovima Velike Britanije – od Londona, Liverpoola, Birminghama, Newcastle-a pa sve do Glasgowa. 
Kao i u ostalim supkulturama, i ovdje je u socijalizaciji veliku ulogu igrala glazba. Bio je to reggae – drugi najvažniji jamajkanski izvozni proizvod. Skinsi su večeri provodili u halama za ples skupa s imigrantima s Jamajke, plešući na najnovije ska i reggae hitove – Desmond Dekker, Jimmy Cliff, Pat Morgan i drugi.
Uskoro je u reggae glazbi došlo do velikih promjena koje su nagovještavale isključenje bijelaca. Reggae je postajao sve jasnije posvećen rasnim temama, sve se više okretao rastafarijanizmu. Glavni motiv je postao Jah i moć crnog čovjeka.
"Dok je reggae postajao sve više obuzet svojim crnaštvom, dotle se sve manje doticao skinheada, koji su bili postupno izbačeni u vrijeme kada je krug zastarijevanja, bar što se supkulture tiče, skoro došao do svog kraja"
"...Sažeti jezik rastafarijanizma bio je namjerno načinjen nejasnim. On se razvio iz jamajkanskog žargona, a on je sam vjekovima govoren tako da ga Gospodar ne razumije. To je bio jezik koji je mogao ozlijediti svako pažljivo usređeno bijelo uho, a teme povratka u Afriku i Etiopiju, slavljene u reggaeu, nisu pravile nikakve ustupke za osjećaje bijele publike"
Ranih sedamdesetih, mnogo starijih skinheada je polako "vješalo cipele o klin". Skinheadi su postali sinonim za nasilje, policija ih je neprestano kontrolirala, a i bilo im je otežano traženje posla. U Lutonu je policija skinheadima zabranila večernje izlaske nakon serije nasilnih incidenata s Azijcima, "greaserima", drugim skinheadima, pa i slučajnim prolaznicima.
Stil skinheada nije potpuno nestao, ali je bilo očito da su se stvari jako promijenile. Odvojile su se tri nove struje – suedeheads, smoothies i bootboys. Suedeheads su pustili tek nešto dužu kosu, ali opet puno kraću u odnosu na ostale u to doba. Odijela i cipele koja su dosad bila rezervirana isključivo za večernje izlaske, sada su postala dnevna odjeća. Prestali su nositi teške cipele, ali ih se često moglo često vidjeti s kišobranom, koji je podjednako opasno oružje. Naime, znali su naoštriti sam vrh kišobrana, ili sakriti bodež u ručku.
Smoothies su potpuno napustili izgled skinheada – nosili su tenisice, vjetrovke i zvonaste hlače, te su puštali kosu dužu od suedeheada. Sa skinheadima i suedeheadima ih je povezivala povezivala ljubav prema istoj glazbi, pivu i nogometu.
Godine 1972., u doba dotad neviđenog huliganizma, pojavili su se bootboys. Glazba i moda su igrali sporednu ulogu u životu bootboya, jer se sve vrtilo oko nasilja i bitke oko teritorija – bilo da je pub, kvart, selo, grad ili tribina nogometnog stadiona u pitanju. Ska i reggae su još uvijek bili popularni, ali se također slušala i glazba s top lista. Nosili su jeans i teške cipele s osam do deset rupa, koje su suedeheadi i smoothiesi napustili. Bili su to fanatični navijači kojima je svako nedjeljno popodne prolazilo u tučama na nogometnom igralištu.
Godine 1972. supkultura skinheada je zapala u prvu krizu, te je ono što je u početku bilo znano kao "skinhead" skoro potpuno nestalo.

## Druga faza (The second wave)
Oko 1977. godine fenomen punka je bio "mrtav" – ono što je u početku predstavljao bilo je nepovratno izgubljeno. Otpor prema društvu postao je uzaludan, jer punk fenomen prerastao u opću pojavu; postao je samo još jedan dio društva koje je toliko prezirao. Sex Pistols su se raspali smrću Sida Viciousa, The Clash je potpisao za veliku diskografsku kuću, a punk odjeća se mogla kupiti u većim trgovinama na Kings Roadu. Johnny Rotten rekao je to u jednoj rečenici na oproštajnom koncertu Sex Pistolsa u Winterlandu : "Imate li osjećaj da ste prevareni?".
Počeli su se pojavljivati novi sastavi koji su pjevali o stvarnom životu Sham 69, Cock Sparrer, Slaughter And The Dogs, The Burial, Menace i Skrewdriver. Mladi su, nakon što su se reggae i punk otuđili, našli novu glazbu s kojom se mogu identificirati – bio je to Oi! ili Streetpunk.
Dolazak Oi! glazbe označio je povratak skinheada. No, oni su se po mnogo čemu razlikovali od skinheada iz 1969. godine. Dosta je vremena prošlo, i nova je generacija oslikavala društvo u kojem je živjela. Šišali su se kraće, čak do "nulerice". Nosile su se teške cipele, kao i prije, ali sada su se nogavice nosile podvrnute, do samog vrha cipele. Isto tako, za razliku od prijašnjih cipela s osam do deset rupa, sada su se nosile cipele s četrnaest, pa negdje čak i dvadesetdvije rupe. U modi su bile i tetovaže na licu, često "Made in Britain". Skinheadi koji su "ostali vjerni" još od 1969. nisu htjeli imati ništa s novom generacijom, ili "ćelavim punkerima", kako su ih nazivali. Tako se u tučama na Kings Roadu, koje su se odvijale između teddiboya i punkera, često moglo vidjeti starije skinheade kako se bore na strani teddiboya, a nove na strani punkera. "Ponos i tradicija protiv bezobraznog nepoštivanja bilo koga i bilo čega".
Kako je vrijeme prolazilo, a punk sve više postajao društveno prihvatljiv, skinheadi su se odvajali i preuzimali stilske oznake skinheada iz 1969. Počeli su preferirati čistoću i urednost (koju su prvotni skinheadi preuzeli od modsa), nasuprot istrošenosti i neurednosti punka. Čak je i "skinhead reggae" ponovno postao popularan, te je puštan u stankama između nastupa Oi! sastava.
Članovi niti jednog vodećeg Oi! sastava nisu bili skinheadi, jer Oi! nikada nije ni bio žanr namijenjen isključivo skinheadima. Između članova sastava i publike, bar u početku, nije bilo barijera – članovi sastava bi prije nastupa bili u publici, za vrijeme nastupa im se publika nerijetko pridruživala na pozornici, a svlačionica je bila uvijek otvorena za sve. Uskoro je nasilje preuzelo glavnu ulogu na koncertima – punkeri protiv skinheada, skinheadi protiv skinheada.
U to doba u supkulturu skinheada uplela se politika. Prije 1976. ekstremno desničarsku stranku Nacionalni front nitko nije shvaćao ozbiljno, i rijetko je prelazila izborni prag. No, u ljeto 1976. to se promijenilo dolaskom azijskih Malawi izbjeglica. Stvarne brojke su bile male, no tabloidi su uspjeli par desetaka ljudi pretvoriti u "poplavu" i potpomoći histeriju pričama o njihovom smještaju u luksuznim hotelima s pet zvjezdica i velikom državnom pomoći. National Front je vješto iskoristila situaciju, te su na izborima 1977. skupili 250 000 glasova. Čak se počelo govoriti da će Nacionalni front zamijeniti Liberalnu stranku kao treća najjača stranka u Velikoj Britaniji. Stranka je skupljala zabrinjavajuću potporu, naročito među mladima. Prišivke Nacionalnog fronta su nosili i teddiboysi, modsi, punkeri, "normalni"... Kako bi povećala svoj utjecaj među mladima, stranka je osnovala Youth National Front. Kao reakcija, nastale su Anti-Nazi League i Rock Against Racism, te su tako školska igrališta postala politička bojišta. Među skinheadima pokazivati lojalnost Nacionalnom frontu bio je znak hrabrosti i buntovništva, a ni Antinacističkoj ligi nije nimalo pomogla kada je tražila od profesora da se pred djecom izjasne protiv Nacionalnog fronta. Skinheadi su bili pod posebnom pažnjom Nacionalnog fronta: dok su svi ostali osuđivali nogometni huliganizam i većinu ostalih načina kojima su skinheadi kratili vrijeme, Youth National Front ih je pozdravljala ih je kao ratnike sa stadiona i objavljivala njima namijenjen redovni prilog u svom glasniku Bulldog. Bila je to stranka koja im nije "držala prodike", već im se obraćala kao eliti britanske mladeži.
I Anti-Nazi League je imala velikih uspjeha među mladima – u travnju 1978. na koncertu "Carnival Against The Nazis" u Londonu prisustvovalo je 80 000 ljudi. Popularnosti Anti-Nazi League pridonijela je činjenica da su na njihovim skupovima nastupali najpoznatiji sastavi toga doba. The Anti-Nazi League vršila je veliki pritisak na sastave; morali su javno obznaniti svoju lojalnost prema the Anti-Nazi League, osuditi National Front i njihove pristaše. Drukčije izjašnjavanje bi rezultiralo oštrim sankcijama: zabrana nastupanja i puštanja njihovih pjesama na radiju, otkazivanje ugovora s diskografskim kućama, bi bili označeni kao nacisti... Uvidjevši uspjeh raznih Rock Against Racism manifestacija, National Front je ustrojila svoju organizaciju Rock Against Communism oko koje su se okupljali sastavi koji su bili otvoreno ekstremni desničari. Na izborima 1979. National Front nije polučila rezultate kao dvije godine prije, te je ubrzo počela propadati – veliku ulogu je imala i kampanja u tabloidima koja je neke vodeće čelnike National Front razotkrila kao prikrivene naciste, homoseksualce i osuđene pedofile. Mnogi skinheadi su zbog toga napustili National Front i prešli u ekstremnije organizacije kao što su British Movement ili čak paravojne organizacije Section 88 ili National Socialist Action Party. British Movement se posebno okoristio dolaskom skinheada – članstvo mu se popelo na 8 000. Za razliku od National Front, British Movement je bio otvoreno neonacistička organizacija i, na veliko zadovoljstvo skinheada, zainteresiraniji za direktnu uličnu akciju nego za čekanje rezultata izbora.
U to vrijeme skinheadi su se pojavljivali u većim gradovima diljem Ujedinjenog Kraljevstva, Europe i Sjedinjenih Američkih Država.
Unatoč svemu, još 1984. nitko ne bi skinheade direktno povezao s rasizmom ili neonacizmom. Tijekom osamdesetih rasistički motivirani ispadi skinheada su često dospijevali u novine, ali su tek 1988. mediji počeli pridavati veću pozornost skinheadima. I to ne engleskim, begi američkim. Diljem SAD-a nicale su rasističke organizacije koje su uz sebe vezale skinheade – Ku Klux Klan, Aryan Nations, White Aryan Resistance i drugi. Američki skinheadi su općenito bili nasilniji od engleskih. Dok su u Velikoj Britaniji su tuče bile svakodnevna pojava, ali rijetko završavale smrću, u SAD-u su šake i noževi zamijenjeni pištoljima i bombama, a i samo nasilje doseglo je nove razine. Tako su skinheadi u Sacramentu razapeli čovjeka na par dasaka jer je pokušao napustiti bandu. Isto tako, jedna skingirl je u Chicagu tako pretučena da su njenom krvlju nacrtali svastiku na zidu.
Godine 1988. je počela medijska hajka na skinheade, svi veći mediji su imali posebne priloge: Rolling Stone, Oprah Winfrey, Geraldo Rivera. Uskoro su u javnosti termini "skinhead" i "neo-nacist" postali sinonimi. Umjesto da su nekako spriječili rasizam, mediji su pridonijeli povećanju broja rasističkih skinheada – sve je više rasista preuzimalo image skinheada. Nakon događaja u Southallu, i sama Oi! glazba je označena kao rasistička, te su se mnogi Oi! bandovi raspali. Ovakva reputacija mnoge je natjerala da se povuku iz supkulture, te je supkultura nestala u mnogim gradovima. Supkultura skinheada zapala je u drugu veliku krizu.

## Treća faza (The third wave)
U trećoj fazi povijesti skinheada došlo je do nastanka mnogih frakcija skinheada: SHARP, RASH
,Trad, Gay, GASH, Hammerskins,
Outlaw Hammerskins i drugi.  Nastanak tolikih frakcija može se objasniti željom za razlikovanjem od stereotipne slike skinheada kao neonacista.
Godine 1987. u New Yorku nastali su S.H.A.R.P. kao reakcija na opću sliku skinheada kao rasista i neonacista. Ta mala skupina skinheada i punkera uzela si je za zadaću da pošalju drukčiju poruku o skinheadima: da svi skinheadi nisu jednaki, da svi imaju različite ideale i politička vjerovanja. Dijelili su letke, gostovali na radijskim i televizijskim emisijama. No, njihovo djelovanje je pojačalo podjele. Mnogima je dosadilo silno prepucavanje oko politike, pa su se jednostavno označili kao "traditional" skinhead. Time su se potpuno odrekli politike i vratili se glazbi, stilu i zanimaciji skinheada iz 1969. – reggae, ska, skuteri i pivo su opet postali glavne teme.
Početkom devedesetih, propašću komunističkih režima diljem Europe, počeli su se pojavljivati skinheadi. Tako danas u novinama možemo čitati o rasističkim ispadima skinheada u Budimpešti, Moskvi, Varšavi, Beogradu, Zagrebu, Rijeci... No, nastaju i u mnogim drugim zemljama. Danas se skinheadi mogu naći u svim većim gradovima na svim kontinentima.